# Tierra Colorada, Putla Villa de Guerrero
Tierra Colorada är en ort i Mexiko.   Den ligger i kommunen Putla Villa de Guerrero och delstaten Oaxaca, i den sydöstra delen av landet, 300 km söder om huvudstaden Mexico City. Tierra Colorada ligger 766 meter över havet och antalet invånare är 180.
Terrängen runt Tierra Colorada är varierad. Runt Tierra Colorada är det ganska glesbefolkat, med 32 invånare per kvadratkilometer. Närmaste större samhälle är Putla Villa de Guerrero, 2,5 km öster om Tierra Colorada. I omgivningarna runt Tierra Colorada växer huvudsakligen savannskog.